# Andreas Buck
Andreas Buck (ur. 29 grudnia 1967 w Geislingen an der Steige) – niemiecki piłkarz występujący na pozycji pomocnika.

## Kariera
Buck seniorską karierę rozpoczynał w 1985 roku w klubie VfL Kirchheim. W 1988 roku trafił do drugoligowego SC Freiburg. Zadebiutował tam 23 lipca 1988 roku w wygranym 5:3 ligowym pojedynku z Rot-Weiss Essen. W ciągu dwóch sezonów we Freiburgu Buck rozegrał 65 ligowych spotkań.
W 1990 roku Buck przeszedł do pierwszoligowego VfB Stuttgart. W Bundeslidze pierwszy mecz zaliczył 13 października 1990 przeciwko 1. FC Kaiserslautern (0:2). 8 czerwca 1991 w wygranym 2:0 spotkaniu z Hamburgerem SV strzelił pierwszego gola w trakcie gry w Bundeslidze. W 1992 roku Buck zdobył z klubem mistrzostwo Niemiec, a 1997 roku zdobył z nim Puchar Niemiec, po pokonaniu w jego finale 2:0 Energie Cottbus.
Latem 1997 roku Buck został graczem beniaminka Bundesligi, 1. FC Kaiserslautern. Zadebiutował tam 6 sierpnia 1997 w wygranym 1:0 ligowym spotkaniu z Herthą Berlin. W 1998 roku zdobył z zespołem mistrzostwo Niemiec. Przez pięć sezonów w barwach Kaiserslautern zagrał 103 razy i strzelił 5 bramek. W 2002 roku Buck przeniósł się do drugoligowego 1. FSV Mainz 05. W 2003 odszedł do Eintrachtu Bad Kreuznach, gdzie w tym samym roku zakończył karierę.